# Burón
Burón település Spanyolországban, León tartományban. Lakosainak száma 288 fő (2024).

## Földrajza
Burón Oseja de Sajambre, Posada de Valdeón, Boca de Huérgano, Riaño, Acebedo, Maraña és Ponga községekkel határos.

## Népesség
A település lakosságának változását az alábbi diagram mutatja:
| Lakosok száma | 399  | 379  | 378  | 377  | 356  | 319  | 325  | 308  | 290  | 288  |
|               | 2001 | 2004 | 2007 | 2009 | 2012 | 2014 | 2017 | 2019 | 2022 | 2024 |